# سكان كندا الأصليون

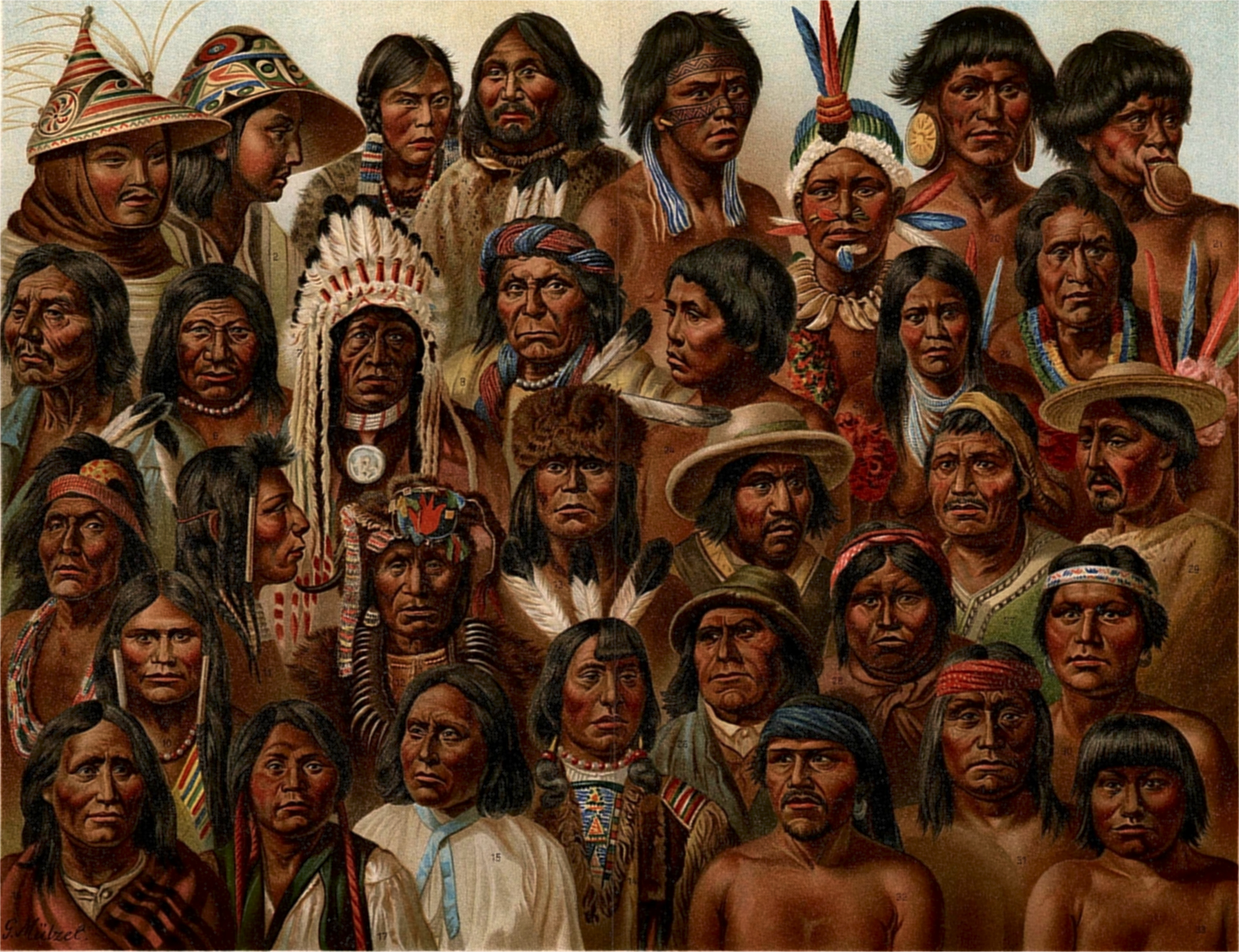
نماذج من السكان الأصليين

الشعوب الأصلية في كندا، والمعروفة أيضًا باسم الكنديون الأصليون (بالإنجليزية Aboriginal Canadians) هي الشعوب الأصلية داخل حدود كندا. وهي تشمل شعوب الأمم الأولى، والإنويت والميتي، أو بالأحرى (FNIM) أي الأمم الأولى والإنويت والميتي، على الرغم من أن مصطلح ‹‹الهندي›› لا يزال استخدامه شائعًا في الوثائق القانونية، إلا أن الوصفين ‹‹الهنديين›› و‹‹الإسكيمو›› توقّف استخدامهما بعض الشيء في كندا والبعض الآخر اعتبرهما تسمياتٍ مُسيئة. وبالمثل، فإن مصطلح ‹‹السكان الأصليين›› كاسمٍ جماعي هو مصطلح فني معين يستخدم في بعض الوثائق القانونية، بما في ذلك قانون الدستور عام 1982، على الرغم من أن هذه الكلمة قد أُدرجت أيضًا في خانة الكلمات المكروهة.
تُعتبر كل من منطقتي أولد كرو فلاتس وبلوفيش كيفز من أقدم المواقع المأهولة بالسكن البشري في كندا. يعود تاريخ ثقافات أسلاف الهنود-البلانو والكلوفيس وما قبل الدورسيت إلى ما قبل تاريخ الشعوب الأصلية الحالية للأمريكتين. تشكل المعدات ذات النصول والرماح والفخار والأساور والأزاميل والكاشطات أدلة للمواقع الأثرية، وبالتالي تساعد على التمييز بين الفترات الثقافية والتقاليد وأساليب النحت والصقل الحجري.
شملت خصائص ثقافة السكان الأصليين الكنديين المستوطنات الدائمة والزراعة والهندسة المدنية والاحتفالية والتسلسلات الهرمية المجتمعية المعقّدة والشبكات التجارية. نشأت ثقافة الميتي مختلطة العرق في منتصف القرن السابع عشر عندما تزوّج شعب الأمة الأولى والإنويت من الأوروبيين. وكان للإنويت تفاعل أكثر محدودية مع المستوطنين الأوروبيين في تلك الفترة المبكرة. وعُقِدت العديد من القوانين والمعاهدات والتشريعات بين المهاجرين الأوروبيين والأمم الأولى في جميع أنحاء كندا. يوفر حق السكان الأصليين في الحكم الذاتي فرصة لإدارة المجالات التاريخية والثقافية والسياسية والرعاية الصحية والرقابة الاقتصادية داخل المجتمعات الشعبية الأولى.
في تعداد عام 2016، بلغ عدد السكان الأصليين في كندا 1.673.785 نسمة، أو 4.9٪ من السكان الوطنيين، مع 977.230 نسمة من شعب الأمم الأولى و587.545 من شعب الميتي، و65.025 من الإنويت. يعود أصل 7.7 ٪ من السكان تحت سن الـ 14 إلى السكان الأصليين. هناك أكثر من 600 من الحكومات أو عُصبات الأمم الأولى تتمتّع بثقافات ولغات وفنون وموسيقا خاصة بها. يعترف اليوم الوطني للشعوب الأصلية بثقافات وإسهامات الشعوب الأصلية في تاريخ كندا. أصبحت لجميع خلفيات شعوب الأمم الأولى والإنويت والميتي شخصيات بارزة، وكانت هذه الشخصيات بمثابة نماذج يحتذى بها في مجتمع السكان الأصليين وساعدت على بلورة الهوية الثقافية الكندية.

## المصطلحات

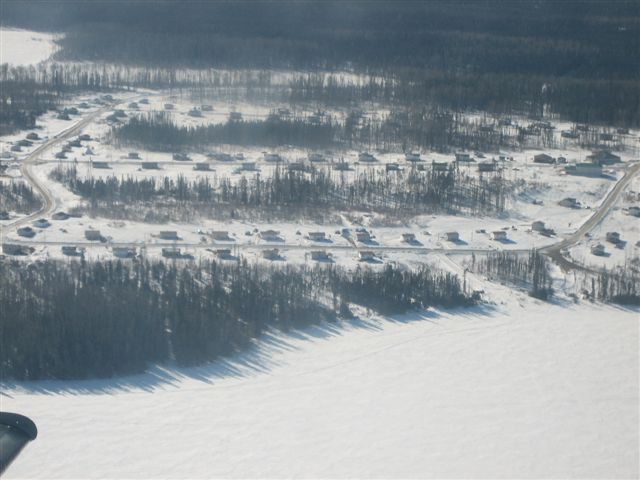
مجتمع السكان الأصليين في شمال أونتاريو

في الفقرة الخامسة والثلاثين من قانون الدستور لعام 1982، تضمّ ‹‹الشعوب الأصلية في كندا›› الشعوب الهندية والإنويتية والأميتية. ويُعتبر مصطلح الشعوب الأصلية مصطلحًا قانونيًا يشمل جميع المجموعات الكندية الأصلية. بدأ مصطلح (Aboriginal peoples) يُعتبر قديمًا وقد استُبدل تدريجيًا بمصطلح (Indigenous peoples) في إشارة إلى الشعوب الأصلية. وعُمِّم استخدام ‹‹الأمم الأولى›› (غالبًا ما يستخدم في صيغة الجمع) منذ سبعينيات القرن العشرين ليحلّ محل ‹‹الهنود›› في المفردات اليومية. ومع ذلك، في المحميات، يستبدل مصطلح ‹‹الأمم الأولى›› لأعضاء من مختلف الأمم للإشارة إليهم من خلال مجموعتهم أو هويتهم العرقية. في المحادثة، يتجسّد ذلك من خلال ‹‹أنا هيدا››، أو ‹‹نحن كوانتلينس››، اعترافًا بأعراق الأمم الأولى.
يضع القانون الهندي المصطلح القانوني الهندي و‹‹يعني أن الشخص المسجل بموجب هذا القانون هندي أو يحق له أن يكون مسجلًا كهندي››. تنصّ الفقرة 5 من هذا القانون على أنه يجب الاحتفاظ بسجل ‹‹يُسجّل فيه اسم كل شخص يحق له أن يُسجّل كهندي بموجب هذا القانون››. لا يُعترف قانونًا بأي مصطلح آخر بغرض التسجيل ويَستبعد المصطلح الهندي على وجه التحديد الإشارة إلى الإنويت وفقًا للمادة 4 من القانون الهندي. يبقى مصطلح ‹‹الهندي›› قائمًا باعتباره المصطلح القانوني المستخدم في الدستور الكندي. يمكن اعتبار استخدامه خارج سياق هذه المواقف مُسيئًا.
يحمل مصطلح ‹‹الإسكيمو›› دلالاتٍ مُهينة في كندا وغرينلاند. استبدلت الشعوب الأصلية في تلك المناطق مصطلح الإسكيمو بالإنويت. لا يعتبر يوبيك ألاسكا وسيبيريا أنفسهم من الإنويت، ويوافق علماء الأجناس البشرية على أنهم شعب قائم بحد ذاته. ويفضلون مصطلحات كاليوبيك أواليوبيت أو الإسكيمو. تختلف لغات اليوبيك لغويًا عن لغات الإنويت. ليس للمجموعات اللغوية من سكان القطب الشمالي مصطلحٌ بديل عالمي للإسكيمو، يشمل جميع سكان الإنويت واليوبيك عبر المنطقة الجغرافية التي تسكنها شعوب الإنويت واليوبيك.
إلى جانب هؤلاء التوصيفات العرقية، تنقسم الشعوب الأصلية غالبًا إلى فئات قانونية استنادًا إلى علاقتها بالتاج (أي الدولة). تمنح الفقرة 91 (البند 24) من قانون الدستور لعام 1867 الحكومة الفدرالية (كمقابل للمقاطعات) وحدها المسؤولية عن ‹‹الهنود، والأراضي المخصصة للهنود››. ورثت الحكومة التزامات المعاهدة من السلطات الاستعمارية البريطانية في شرق كندا ووقعت المعاهدات نفسها مع الأمم الأولى في غرب كندا (المعاهدات المرقمة). وقد أصدرت القانون الهندي في عام 1876، الذي تُحكم تفاعلاته مع جميع الشعوب المنشأة بموجب معاهدات أو دونها. يُجمع أعضاء عُصبات ‹‹الأمم الأولى›› التي تخضع للقانون الهندي مع التاج على قائمة تسمى السجل الهندي، ويطلق على هؤلاء الأشخاص اسم ‹‹هنود الهوية››. لا تخضع شعوب الأمم الأولى غير المنشأة بمعاهدة وجميع شعوب الإنويت والميتي للقانون الهندي. ومع ذلك، فقد أوضحت قضيتان في المحكمة أن شعب الإنويت والميتي وشعوب الأمم الأولى التي لا تحمل الهوية، مشمولون جميعًا بمصطلح ‹‹الهنود›› في قانون الدستور عام 1867. القضية الأولى كانت ‹‹إعادة إسكيموس›› في عام 1939 التي شملت الإنويت، والثانية هي ‹‹دانيلز ضد كندا›› في عام 2013 والتي تتعلق بشعوب الميتي والأمم الأولى التي لا تحمل الهوية.
بصرف النظر عن موقع كندا داخل الأمريكتين، فإن مصطلح ‹‹الأمريكيين الأصليين›› لا يُستخدم في كندا لأنه يُستخدم عادةً لوصف الشعوب الأصلية داخل حدود الولايات المتحدة الحالية.

## سكان كندا الأصليون

### نبذة تاريخية
وفقًا للأدلة الأثرية والجينية، كانت أمريكا الشمالية والجنوبية آخر القارات في العالم التي استوطنها الإنسان. خلال حقبة الغمر الجليدي ويسكونسن، منذ 50000 إلى 17000 سنة، سمح انخفاض مستويات سطح البحر للناس بالانتقال عبر جسر يابسة بيرنجيا الذي ربط سيبيريا بشمال غرب أمريكا الشمالية (ألاسكا). كانت ألاسكا خالية من الجليد نتيجة انخفاض معدل تساقط الثلوج، ما سمح بوجود نسبة صغيرة من السكان. غطت صفيحة لورينتيد الجليدية الجزء الأكبر من كندا، وعرقلت حركة سكان البدو الرُحَّل وحجزتهم في ألاسكا (شرق بيرنجيا) لآلاف السنين.
تقترح الدراسات الوراثية للشعوب الأصلية إلى أن السكان الأوائل في الأمريكتين يشتركون بسلف شعب واحد عاش وتطور في عزلة، وتكهنت الدراسات أن يكون ذلك الشعب بيرنجيّ الأصل. من المقدر أن عزلة هذه الشعوب في بيرنجيا قد استمرت ما بين 10000 و 20000 عام. منذ حوالي 16500 عام قبل الآن، بدأت الأنهار الجليدية بالذوبان، ما سمح للناس بالتحرك جنوبًا وشرقًا داخل كندا وخارجها.
وصل أول مستوطني أمريكا الشمالية إلى كندا قبل 14000 عام على أقل تقدير. ويُعتقد أن السكان دخلوا الأمريكتين بحثًا عن ثدييات العصر الحديث الأقرب (البليستوسين) مثل القندس العملاق وبيسون بريسكس وثور المسك والصناجة أو المستودون والماموث الصوفي والرنة القديمة (الوعل الباكر). أحد المسالك المفترضة هو أن الناس ساروا جنوبًا عبر ممر خالٍ من الجليد على الجانب الشرقي لجبال روكي، ثم انتشروا عبر أمريكا الشمالية قبل أن يستمروا بالتوجه نحو أمريكا الجنوبية. والمسلك الآخر المفترض هو أنهم هاجروا، إما سيرًا على الأقدام أو باستخدام قوارب بدائية، على امتداد ساحل المحيط الهادئ إلى رأس الجنوب الأقصى لأمريكا الجنوبية، ثم عبروا جبال الروكي والأنديز. غُمِرت أدلة المسلك الأخير نتيجة ارتفاع مستوى سطح البحر مئات الأمتار بعد العصر الجليدي الأخير.
كانت مسطحات وحوض أولد كراو واحدة من المناطق في كندا التي لم تتأثر بالتَجَمُّد خلال العصور الجليدية البليستوسينية، وبالتالي شكَّلت طريقًا وملاذًا للنباتات والحيوانات في العصر الجليدي. تحوي المنطقة أدلة على استيطان الإنسان المبكر في كندا يرجع تاريخها إلى نحو 12000 عام قبل الآن تتضمن أحافير تلك المنطقة أحافيرًا لم يسبق لها مثيل في أمريكا الشمالية، مثل الضباع والجمال الكبيرة. استُخرج من منطقة بلوفيش كيفز (بالإنجليزية: Bluefish Caves) وهو موقع أثري في يوكون- كندا، عينة من عظام الماموث من صنع الإنسان حُدِّد تاريخها باستخدام الكربون المشع منذ 12000 عام قبل الآن.
اكتُشِفت مواقع كلوفيس التي يعود تاريخها إلى 13500 عام قبل الآن في غرب أمريكا الشمالية خلال ثلاثينيات القرن العشرين. اعتُبِرت شعوب الكلوفيس أول الشعوب المنتشرة والمستوطِنة من أسلاف الهنود أو الأمريكيين القدماء في العالم الجديد وأسلافًا لجميع الشعوب الأصلية في الأمريكتين. أدت الاكتشافات الأثرية في الثلاثين عامًا الماضية إلى ظهور ثقافات مميزة استخدمت أساليب النحت الحجرية وشغلت الأمريكتين من السهول الكبرى العظمى إلى شواطئ تشيلي.
تطورت الثقافات الإقليمية المحلية منذ حقبة مناخ درياس الأصغر البارد أي منذ 12900 إلى 11500 سنة. يتميز تراث فولسوم باستخدامه نصول فولسوم المدببة كنهاية للرمح في المواقع الأثرية. ساعدت هذه الأدوات الأنشطة في مواقع القتل التي استُخدمت لذبح ونحر ثيران البيسون.
استمر جسر اليابسة البري بالوجود حتى 13000 إلى 11000 عام قبل الآن، أي لفترة طويلة بعد نشوء أقدم المستوطنات البشرية المؤكدة في العالم الجديد. أدى انخفاض مستويات سطح البحر في ناصفة الملكة شارلوت (مضيق مائي) ومضيق هيكيت إلى تشكل أراضي عشبية كبيرة سُمِّيت أرخبيل هيدا غواي. خلَّفت مجتمعات الصيد وجمع الثمار في المنطقة أدوات تقنية حجرية مميزة وبقايا ثدييات كبيرة مذبوحة، إذ شغلوا المنطقة منذ 13000 حتى 9000 عام قبل الآن في يوليو 1992، عينت الحكومة الفيدرالية رسميًا موقع هائيتم «X̲á: ytem» (بالقرب من مدينة ميشن، كولومبيا البريطانية) موقعًا تاريخيًا وطنيًا، وهو واحد من المواقع الروحانية الأصلية الأولى في كندا التي اعتُرف بها رسميًا على هذا النحو.
كانت حضارات البلانو مجموعة من المجتمعات التي اعتمدت على الصيد وجمع الثمار وشغلت منطقة السهول الكبرى بأمريكا الشمالية بين عامي 12,000 – 10,000 عام قبل الآن. انتقل أسلاف الهنود إلى أراضٍ جديدة التي انبثقت بعد ذوبان الأنهار الجليدية. ازدهر الصيد في هذه البيئة الجديدة. تتميز حضارة البلانو بمجموعة من الأدوات ذات النصل يطلق عليها مجتمعة نصول بلانو، والتي استخدمت لاصطياد ثيران البيسون. تضمن نظامهم الغذائي أيضًا حيوانات الظبي الأمريكي والإلكة والأيل والراكون وذئب القيوط. في بداية الحقبة القديمة، بدأوا بتبني نمط الحياة الخامل للعيش. تحتوي المواقع الموجودة في بلمونت، نوفا سكوتيا وما حولها أدلة على وجود شعوب هنود البلانو، مبيِّنةً وجود معسكرات صيد موسمية صغيرة من المحتمل أنه قد أُعيد زيارتها على مدى أجيال منذ نحو 11,000 إلى 10,000 عام قبل الآن. كانت الأسماك والطيور الموسمية الكبيرة والصغيرة مصدرًا للغذاء والمواد الخام. شمل التكيف مع البيئة القاسية ملابس مُخاطة وخيامًا مغطاة بالجلد ومثبتة على هياكل خشبية.